# Водная жизнь Стива Зиссу
«Утомлённые морем» (кинопоказ) / «Водная жизнь» (DVD) (англ. The Life Aquatic with Steve Zissou) — художественный фильм 2004 года, производства США, снятый в жанре трагикомедии. Режиссёр — Уэс Андерсон. Оммаж и пародия на команду Кусто (фильм посвящен памяти Жака-Ива Кусто).

## Сюжет
Стив Зиссу (Билл Мюррей) — известный исследователь Мирового океана, режиссёр и изобретатель, глава так называемой «команды Зиссу». Вместе они совершают исследовательские плавания на своей шхуне «Белафонте» и снимают документальные фильмы. Последний фильм заканчивается трагедией — Эстебан дю Плантье, многолетний друг и напарник Стива, съеден существом, которое Зиссу называет «акулой-ягуаром». Зиссу обещает найти и уничтожить акулу.
Помимо самого Зиссу и его жены Элеанор (Анжелика Хьюстон), в его команду входят Клаус Даймлер (Уиллем Дефо), его первый помощник и Пеле дус Сантус (Сеу Жоржи), специалист по безопасности и музыкант из Бразилии, который поёт песни Дэвида Боуи на португальском. А также оператор Викрам Рай, водолаз Бобби Огата, Владимир Володарский, физик и композитор музыки для фильма, Ренцо Пьетро, монтажёр и Анна-Мария Саковитц, сценаристка. К тому же на корабле проходят практику несколько интернов из университета северной Аляски.
На премьерном показе своего последнего фильма Зиссу знакомится с Недом Плимптоном (Оуэн Уилсон), лётчиком из Кентукки. Мать Неда недавно умерла, и у него есть подозрения, что Стив — его отец. Нед получил от своей матери в наследство 270 тысяч долларов и готов вложить их в фильм Зиссу. Договорившись с продюсером Зиссу, Осири Дракулосом (Майкл Гэмбон), предполагаемые отец и сын улетают на остров, готовиться к экспедиции. На острове к команде Зиссу присоединяется журналистка Джейн Уинслетт-Ричардсон (Кейт Бланшетт), которая планирует написать большую статью о Стиве Зиссу. Она беременна от своего женатого босса и с первых дней становится яблоком раздора для Неда и Стива.
Нед (хотя Стив предпочитает назвать его Кингсли) получает предложение вступить в команду Зиссу и принимает его. Перед самым отплытием Элеанор просит Стива прекратить экспедиции и остаться на острове, а получив отказ улетает. Зато на корабль прибывает Билл Юбел — банковский клерк, которого Дракулос послал, чтобы он следил за расходами Зиссу.
Отправившись в плавание, экспедиция первым делом предпринимает налёт на лабораторию Алистера Хеннесси (Джефф Голдблюм) — коллегу и конкурента Зиссу, а также бывшего мужа Элеанор. В лаборатории Зиссу нужно оборудование, с помощью которого он намеревается отследить акулу-ягуара. Ограбив Хеннесси, Зиссу решает плыть через нейтральные воды, где на «Белафонте» нападают филиппинские пираты. Команде Зиссу удаётся отбиться от них, однако пираты уплывают, захватив заложника — Билла Юбела, который, как оказалось, умеет говорить на филиппинском. Из-за пожара «Белафонте» не может плыть дальше, но его спасает корабль Хеннесси, который ищет тех, кто разорил его лабораторию. Он решает, что это пираты, которые напали и на Зиссу. «Белафонте» отбуксирован в порт, где Анна-Мария и все, кроме одного, интерны покидают корабль. Стив отправляется на виллу Хеннесси, чтобы убедить Элеанор вернуться.
Вернувшись, Элеанор разрабатывает план спасени Юбела. Команда Зиссу совершает налёт на базу пиратов, где спасает не только Юбела, но ещё и Хеннесси. Тем временем, оборудование, которое использовали на «Белафонте» для слежки, выходит из строя и Нед предлагает поискать акулу на вертолёте. Происходит авария, вертолёт разбивается и Нед погибает в катастрофе. Команда Зиссу убита горем, но тут приходит сигнал о том, что акула-ягуар совсем рядом. Все садятся в батискаф и отправляются на её поиски. Стив Зиссу находит акулу, но отказывается убивать её из-за того, что она прекрасна (к тому же, у него кончился динамит). На премьере фильма (посвящённого памяти Неда) Зиссу устраивают овацию.
Под финальные титры и песню Пеле дус Сантуса команда Зиссу готовится к новому рейсу.

## В ролях
| Актёр              | Роль                                             |
| ------------------ | ------------------------------------------------ |
| Билл Мюррей        | исследователь Стив Зиссу                         |
| Анжелика Хьюстон   | Элеонор Зиссу жена Стива                         |
| Оуэн Уилсон        | пилот Нед Плимптон                               |
| Уиллем Дефо        | Клаус Даймлер                                    |
| Кейт Бланшетт      | журналистка Джейн Уинслетт-Ричардсон             |
| Ноа Тейлор         | Владимир Володарский                             |
| Сеу Жоржи          | Пеле дус Сантус                                  |
| Робин Коэн         | Анн-Мари Саковиц                                 |
| Варис Ахлувалия    | оператор Викрам Рэй                              |
| Бад Корт           | представитель банка Билл Убелл                   |
| Нильс Коидзуми     | Бобби Огата                                      |
| Павел Вдовзак      | Ренцо Пьетро                                     |
| Мэттью Грей Гублер | интерн № 1                                       |
| Джефф Голдблюм     | Элистер Хеннесси                                 |
| Майкл Гэмбон       | Озири Дракулис                                   |
| Сеймур Кассел      | Эстебан дю Плантьер старый друг и соратник Стива |
| Хэл Яманучи        | главарь пиратов                                  |

## Саундтрек
1. Sven Libaek — Shark Attack Theme
2. Mark Mothersbaugh — Loquasto International Film Festival
3. David Bowie — Life on Mars?
4. Seu Jorge — Starman
5. Mark Mothersbaugh — Let Me Tell You About My Boat
6. Seu Jorge — Rebel Rebel
7. Mark Mothersbaugh — Zissou Society Blue Star Cadets/Ned’s Theme
8. Devo — Gut Feeling
9. Sven Libaek — Open Sea Theme
10. Seu Jorge — Rock ’n’ Roll Suicide
11. Joan Baez — Here’s to You
12. Mark Mothersbaugh — We Call Them Pirates Out Here
13. Iggy & the Stooges — Search and Destroy
14. Paco DeLucia — La Nina de Puerta Oscura
15. Seu Jorge — Life on Mars?
16. Mark Mothersbaugh — Ping Island/Lighting Strike Rescue Op
17. Seu Jorge — Five Years
18. Scott Walker — 30 Century Man
19. The Zombies — The Way I Feel Inside
20. David Bowie — Queen Bitch

## Награды и номинации
| Премия                   | Категория                                | Номинант                  | Результат |
| ------------------------ | ---------------------------------------- | ------------------------- | --------- |
| «Выбор критиков»         | Лучший актёрский состав                  |                           | Номинация |
| «Спутник»                | Лучший фильм — комедия или мюзикл        |                           | Номинация |
| «Спутник»                | Лучшая мужская роль — комедия или мюзикл | Билл Мюррей               | Номинация |
| «Спутник»                | Лучший оригинальный сценарий             | Уэс Андерсон, Ноа Баумбах | Номинация |
| Берлинский кинофестиваль | Золотой медведь                          | Уэс Андерсон              | Номинация |